# Liu Yanan (Leichtathletin)
Liu Yanan (* 18. Januar 1987) ist eine ehemalige chinesische Leichtathletin, die sich auf den Dreisprung spezialisiert hat.

## Sportliche Laufbahn
Erste internationale Erfahrungen sammelte Liu Yanan im Jahr 2008, als sie bei den Hallenasienmeisterschaften in Doha mit einer Weite von 13,39 m die Bronzemedaille hinter der Kasachin Olga Rypakowa und ihrer Landsfrau Li Qian. Zwei Jahre später siegte sie dann bei den Leichtathletik-Hallenasienmeisterschaften 2010 in Teheran mit 13,66 m. 2015 beendete sie in Peking ihre aktive Karriere im Alter von 28 Jahren.

## Persönliche Bestleistungen
- Dreisprung: 14,09 m (−0,6 m/s), 20. September 2009 in Shanghai
  - Dreisprung (Halle): 13,75 m, 23. Februar 2011 in Nanjing